# Верникова, Белла Львовна
Бе́лла Льво́вна Ве́рникова (род. 28 ноября 1949, Одесса) — израильская писательница, поэтесса, художница, историк литературы, доктор философии.

## Биография
Белла Верникова родилась в Одессе в семье офицера. Раннее детство прошло в Иркутске, где её отец служил военным геодезистом. После демобилизации отца в начале 60-х семья вернулась в Одессу.
Работала в Литературном музее и в университетской газете. В 1992 году эмигрировала в Израиль.
Живёт и работает в Иерусалиме. Входит в редколлегию одесского альманаха «Мория».

## Личная жизнь
- Первый муж — Борис Бурда.
  - Сын — Владислав Бурда.

## Книги
Автор десяти книг — стихи, эссе, статьи, графика, детская книга.
- Прямое родство. Стихотворения 1975–1990 гг. Одесса: Обл. упр. по печати, 1991.
- The Poetry of Bella Vernikova. США, Лонг-Айленд, 1990 (на русск. и англ. яз. - стихи, эссе, в переводе на англ. яз. Дэна Левина).
- Звук и слово. Стихи. Иерусалим: Филобиблон, 1999.
- Мурка тебе написала письмо! Детская и взрослая книжка: картинки Беллы Верниковой, рисунки Татьяны Мартыновой. М.: Э.РА, 2006 (в соавторстве с Татьяной Мартыновой).
- Свободная интонация. Стихи, эссе, графика. М.: Э.РА, 2010.
- Воспоминание в цвете: стихи, графика, разветвленные тексты. М.: Э.РА, 2011.
- Белла Верникова. Из первых уст. Одесский текст: историко-литературные аспекты и современность. Эссе, статьи, интервью. — Москва: Водолей, 2015.[2]
- Белла Верникова. Отпечатки слов, губ. Стихи, графика. — Москва: Водолей, 2016.
- Белла Верникова. Немодная сторона улицы. Эссе, графика. — Москва: Водолей, 2018.[3]
- Белла Верникова. Пришедший из забытья. Русско-еврейская литературная Одесса: эссе, статьи, интервью. — Одесса: Optimum, 2020.

## Публикации в переводе на английский и японский языки
- Modern Poetry in Translation (Oxford, United Kingdom) MPT 4: SECOND INTERNATIONAL POETS FESTIVAL JERUSALEM Архивная копия от 29 сентября 2007 на Wayback Machine. Translated by Daniel Weissbort.
- Confrontation, Issues 39-43. Long Island University, 1989.
- METAMORPHOSES (Amherst, Mass., USA). A Journal of Literary Translation Winter 1998. BELLA VERNIKOVA Three Russian Poems. Translated from the Russian by Dan Levin, См. также.
- Hokusei review (Март 1995, Япония). Bella Vernikova. Translated by Yaguchi Yorifumi.
- Check list of Russian Women Poets: Modern Poetry in Translation No. 20 — 2002.